# Dermatochalasis

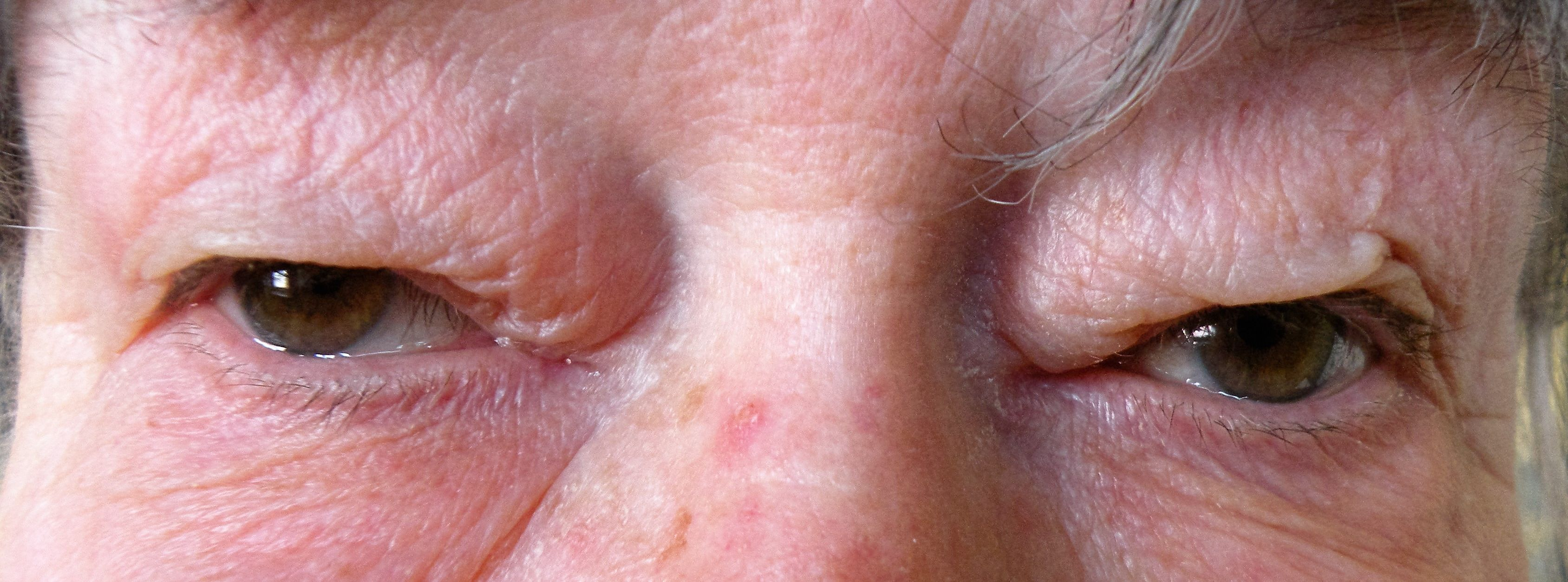
Voorbeeld van dermatochalasis

Dermatochalasis is een oogaandoening, die vaak op oudere leeftijd voorkomt, waarbij los ooglidweefsel dat over de wimperrand hangt het gezichtsvermogen belemmert. De huid wordt ruimer, waardoor de vezels in de huid elasticiteit verliezen en deze gaat uitrekken. De aandoening kan makkelijk worden verholpen door middel van blefaroplastiek. 